# اگاتاو
اگاتاو (به لاتین: Agatovo) روستایی در بلغارستان است که در استان گابرووو واقع شده‌است.